# Зюзник европейский
Зю́зник европе́йский (лат. Lycopus europaeus) — типовой вид рода Зюзник (Lycopus) семейства Яснотковые (Lamiaceae).

## Ботаническое описание

### Вегетативные органы
Многолетнее травянистое растение высотой 20—120 см, формирующее подземные побеги — столоны — длиной до 20 см. С их помощью осуществляется вегетативное размножение. Гемикриптофит.
Листья пильчатые, шершавые. Растению свойственна гетерофиллия: верхние листья — ланцетные и овальные, а нижние — зубчатые, глубоко рассечённые. Корневище обычно находится в воде или сильно увлажнённой почве.

### Генеративные органы
Цветки собраны в многоцветковые пазушные цимозные соцветия.
Цветки в основном радиально-симметричные, четырёхчленные. Лепестки белые, с маленькими пурпурными пятнышками. Венчик около 3 мм длиной, двугубый, опушённый. Цветки однополые, причём женские цветки значительно мельче мужских. Имеется 2 фертильных тычинки, но иногда кроме них может быть также две коротких стерильных тычинки. Чашечка зубчатая, около 2 мм длиной, всегда опушённая. Завязь четырёхгнёздная.
Цветки энтомофильные, их опыляют осы, мухи и журчалки. Возможно также спонтанное самоопыление.
Каждый цветок даёт начало четырём орешкам, объединённым в единый сборный орешек. Первоначально все четыре орешка прикреплены к завязи, вследствие чего образуются воздухоносные камеры. Благодаря им орешки могут распространяться водой и ветром (гидро- и анемохория соответственно). Сборный плод легко ломается, рассыпаясь на 4 отдельных орешка.

## Распространение и местообитание
Зюзник европейский встречается по всей Европе, в некоторых частях Западной Азии, а также в умеренных регионах востока Северной Америки.
В России распространён в европейской части, Предкавказье, Дагестане и Сибири.
Он часто произрастает в тростниковых и осоковых зарослях по берегам рек и в канавах, как правило, на временно затопленных почвах с невысоким содержанием кислот и щелочей, но богатых азотом.

## Особенности химического состава
Лекарственное действие зюзника европейского (см. Хозяйственное значение и применение) обусловлено содержанием в растении фенольных карбоновых кислот (дериватов гидрокси-коричной кислоты). Было экспериментально доказано их антигонадотропное и антитиреотропное действие. Они также понижают содержание пролактина в крови (поэтому зюзником европейским лечат мастодинию).

## Хозяйственное значение и применение
Наземные части растения, собранные до цветения, обладают лекарственным действием. Получаемые из них препараты используют для лечения гипертиреоза и его второстепенных симптомов: нервности, учащённого сердцебиения. Также их применяют при мастодинии. Лечение нельзя прерывать внезапно, кроме того, лекарства на основе зюзника европейского противопоказаны при гипертиреозе и избытке тиреоидных гормонов, не сопровождающихся нарушением функций.

## Классификация

### Таксономия
Lycopus europaeus L., 1753, Sp. Pl. : 21
Вид Зюзник европейский относится к роду Зюзник (Lycopus) семейства Яснотковые (Lamiaceae) порядка Ясноткоцветные (Lamiales), который последовательно входит в вышестоящие клады Ламииды → Астериды → Суперастериды → Эвдикоты → Цветковые растения. Таксономическая схема в соответствии с Системой APG IV по состоянию на декабрь 2023 года:
|  |                          |  |                                   |                                   |                      |  | еще 23 семейства | еще 23 семейства |                    |  |  |  | еще 20 подтвержденных видов и 6 видов, ожидающих подтверждения |
|  |                          |  |                                   |                                   |                      |  | еще 23 семейства | еще 23 семейства |                    |  |  |  | еще 20 подтвержденных видов и 6 видов, ожидающих подтверждения |
|  |                          |  |                                   | порядок Ясноткоцветные            |                      |  |                  |                  | род Зюзник         |  |  |  |                                                                |
|  |                          |  |                                   | порядок Ясноткоцветные            |                      |  |                  |                  | род Зюзник         |  |  |  |                                                                |
|  | клада Цветковые растения |  |                                   |                                   | семейство Яснотковые |  |                  |                  | Зюзник европейский |  |  |  |                                                                |
|  | клада Цветковые растения |  |                                   |                                   | семейство Яснотковые |  |                  |                  |                    |  |  |  |                                                                |
|  |                          |  | ещё 63 порядка цветковых растений | ещё 63 порядка цветковых растений |                      |  |                  | еще 267 родов    | еще 267 родов      |  |  |  |                                                                |
|  |                          |  |                                   | ещё 63 порядка цветковых растений |                      |  |                  |                  | еще 267 родов      |  |  |  |                                                                |

### Синонимы
- Lycopus alboroseus Gilib.
- Lycopus albus Mazziari
- Lycopus aquaticus Moench
- Lycopus decrescens K.Koch
- Lycopus europaeus f. glabrescens Schmidely
- Lycopus europaeus f. pusillus Montell
- Lycopus europaeus f. velutina Schmidely
- Lycopus europaeus subsp. menthifolius (Mabille) Skalický
- Lycopus europaeus subsp. mollis (A.Kern.) Murr
- Lycopus europaeus var. europaeus
- Lycopus europaeus var. glabrescens (Schmidely) Briq.
- Lycopus europaeus var. hirsutus Gand.
- Lycopus europaeus var. incanus DC.
- Lycopus europaeus var. menthifolius (Mabille) Nyman
- Lycopus europaeus var. mollis (A.Kern.) Briq.
- Lycopus europaeus var. pubescens Benth.
- Lycopus europaeus var. stolonifer K.Koch
- Lycopus europaeus var. subpinnatifidus Lej. & Courtois
- Lycopus europaeus var. trichophora Briq.
- Lycopus laciniatus Marz.-Penc. ex Pollini
- Lycopus menthifolius Mabille
- Lycopus mollis A.Kern.
- Lycopus niger Gueldenst.
- Lycopus palustris Burm.f.
- Lycopus riparius Salisb.
- Lycopus solanifolius Lojac.
- Lycopus souliei Sennen
- Lycopus vulgaris Pers.